# Saila Quicklund
Saila Birgitta Quicklund, född 31 oktober 1961 i Bodsjö församling i Jämtlands län, är en svensk politiker (moderat) och riksdagsledamot för Jämtlands läns valkrets sedan år 2010. Mellan 2011 och 2015 var hon även ordförande för Moderatkvinnorna.
Som nytillträdd riksdagsledamot blev Quicklund ledamot i socialförsäkringsutskottet. 2012–2014 var hon ledamot i socialutskottet och 2014–2018 i kulturutskottet. Sedan 2018 är hon ledamot i arbetsmarknadsutskottet, där hon sedan våren 2024 också är Moderaternas gruppledare.
Hon har tidigare arbetat som vård- och omsorgschef i Bräcke kommun.
Hon satt i styrelsen för Svensk Travsport mellan 2020 och 2022, och avgick strax före valet 2022 sedan det uppmärksammats att hon därmed satt på dubbla stolar.